# 滕喜魁
滕喜魁（1952年—），黑龙江海伦人，汉族，中华人民共和国政治人物、第十一届全国人民代表大会黑龙江地区代表。
毕业于哈尔滨工业大学管理工程专业，是中共党员。担任担任中共双鸭山市委书记、常委，黑龙江省委巡视组组长。2008年起担任全国人大代表。